# Terézia Hinzellerová
Terézia Hinzellerová est une ancienne joueuse slovaque de volley-ball née le 30 septembre 1988 à Levice. Elle mesure 1,82 m et jouait au poste de libero. 

## Clubs
| Club               | De        | À         |
| ------------------ | --------- | --------- |
| VK Palas Levice    | 1995-1996 | 2003-2004 |
| ŠOG Nitra          | 2004-2005 | 2007-2008 |
| Slávia UK          | 2008-2009 | 2012-2013 |
| SVS Post Schwechat | 2013-2014 | 2013-2014 |
| VTC Pezinok        | 2014-2015 | 2014-2015 |

## Palmarès
- Championnat de Slovaquie (2)
  - Vainqueur : 2010, 2011, 2013.
  - Finaliste : 2009, 2012.
- Coupe de Slovaquie (1)
  - Vainqueur : 2010, 2013.
  - Finaliste : 2011, 2012.
- Championnat d'Autriche
  - Vainqueur : 2014.